# Hermann Föttinger
Hermann Föttinger (né le 9 février 1877 à Nuremberg; † le 28 avril 1945 à Berlin) est un ingénieur hydraulicien et universitaire allemand.

## Biographie
Hermann Föttinger a étudié l'électrotechnique de 1895 à 1899 à l'université technique de Munich. Il fut recruté comme ingénieur aux chantiers navals Vulcan de Stettin, dont il devint ensuite directeur du centre d'essais. À ce titre il eut l'occasion de tester une nouvelle turbine à vapeur.
En 1904, il soutint à Munich une thèse sur la Mesure expérimentale du rendement et du couple efficace avec application aux grosses turbines. Ce mémoire posait les principes de l'indicatrice de torsion, instrument qui permettait enfin de régler en fonctionnement le rendement d'une hélice de navire. Ce fut d'ailleurs l'un de ses premiers brevets (n°165347 du 8 novembre 1904).
C'est à la même époque qu'il imagina le convertisseur de couple. Le brevet original (DRP n°221422 du 24 juin 1905) du « convertisseur Föttinger » est à la base de tous les convertisseurs modernes et des embrayages automatiques fluides. Il s'agit de l'accouplement d'une pompe avec une turbine, séparés par un volant fixé rigidement à un carter faisant corps de turbine. Une application « duale » est l'accouplement Föttinger sans volant d'inertie, qui fut aussitôt breveté par les chantiers navals Vulcan de Stettin  (DRP n°238804 du 24 juin 1905).
Par la suite, trois ex-collaborateurs de Föttinger, Spannhake, Kluge et Sanden déposeront un brevet de « convertisseur Trilok » (brevet n°558445 du 18 juin 1929), unissant les principes du convertisseur Föttinger et de l'accouplement Föttinger, à cette différence près que le volant peut être tantôt verrouillé (mode « frein hydraulique », accouplement) ou laissée en roue libre (mode « convertisseur »). Après divers perfectionnements, ce mécanisme s'est imposé dans les boîtes automatiques de véhicules.
En 1909, Föttinger reçut une offre de poste de l'Institut technique de Dantzig, où il créa un Institut de mécanique des fluides. En 1924, il se voyait confier la chaire de mécanique des fluides de l'Institut technique de Berlin-Charlottenburg. Il y travailla jusqu’à sa mort par explosion d'obus au mois d'avril 1945. Sa tombe se trouve au cimetière de Wilmersdorf.
Il avait déposé plus de 100 brevets au cours de sa carrière. Föttinger a parachevé la transition entre la mécanique des fluides classique de Leonhard Euler, et les applications modernes des théories de la couche limite, de la portance et des propulseurs imaginées par Rankine, Froude et Helmholtz.